# Raymond Dugrand
Pour les articles homonymes, voir Dugrand.
 (juillet 2014).
Si vous disposez d'ouvrages ou d'articles de référence ou si vous connaissez des sites web de qualité traitant du thème abordé ici, merci de compléter l'article en donnant les références utiles à sa vérifiabilité et en les liant à la section « Notes et références ».
Raymond Dugrand, né le 13 janvier 1925 à Levallois-Perret et mort le 13 février 2017 à Montpellier,, est un géographe français, qui a enseigné à l'université Paul-Valéry de Montpellier, spécialisé en géographie urbaine.
Il a été adjoint à l'urbanisme de la ville de Montpellier sous le mandat de Georges Frêche. Il est à l'origine des travaux d'urbanisation du quartier Antigone à Montpellier.

## Biographie
Ancien Résistant lors de la Seconde Guerre mondiale, Raymond Dugrand est agrégé de géographie, spécialisé dans la géographie urbaine. Selon Cyber geo, revue européenne de géographie (2006), comme ses collègues géographes Pierre George, Jean Dresh, Bernard Kayser, Yves Lacoste et d'autres, Raymond Dugrand a été membre du Parti communiste jusqu'en 1956 environ. En 1963, il publie une thèse qui va le rendre célèbre Villes et campagnes en Bas-Languedoc, thèse qui sera éditée aux Presses universitaires de France à Paris en 1963. Il deviendra docteur es-lettres et enseignera à l'université Paul Valéry de Montpellier.
Élu lors des élections de 1977, sur la liste conduite par Georges Frêche, Raymond Dugrand devient premier adjoint chargé de l'urbanisme. Le professeur de géographie urbaine va alors s'employer à appliquer ses théories sur le terrain. Son objectif est d'arrêter l'extension de la ville vers le Nord et d'urbaniser les terres communales en direction de la mer Méditerranée, en utilisant le fleuve du Lez comme axe principal.
Raymond Dugrand propose rapidement une modification du P.O.S. (Plan d'Occupation des Sols) de la ville de Montpellier. Sous ses conseils, la municipalité se porte acquéreur d'un vaste terrain de 25 hectares, ancienne propriété de l'armée. Sur cet espace, il propose alors de construire le quartier Antigone (anti Polygone), mêlant logements sociaux et appartements pour des classes supérieures, affichant ainsi son projet de mixité sociale. L'entreprise est confiée à l'architecte catalan Ricardo Bofill, utilisant la règle du nombre d'or.
Raymond Dugrand va inviter de nombreux architectes à contribuer au développement de Montpellier. Ainsi, entre autres, Ricardo Bofill, Paul Chemetov, Robert Croizet, François Fontès, Massimiliano Fuksas, Rob Krier, Emmanuel Nebout, Jean Nouvel, Christian De Portzamparc, Jean-Michel Wilmotte vont œuvrer à l'édification de nouveaux bâtiments de la ville.

## Un géographe de terrain
Raymond Dugrand a été premier adjoint, adjoint à l'urbanisme, de 1977 à 2001, sous la municipalité de Georges Frêche.
Enseignant la géographie, spécialisé en géographie du Languedoc et en géographie urbaine, à l'université Paul-Valéry de Montpellier.
Durant son mandat, Raymond Dugrand met ses théories en pratique. D'idéologie socialiste, il fait de Montpellier, jeune capitale régionale, un laboratoire d'urbanisme. Il bloque l'extension « anarchique » de Montpellier, le mitage pavillonnaire, surtout vers le Nord de l'agglomération. Ses projets s'articulent autour de deux axes :
- L'extension de l'agglomération vers la mer Méditerranée, par la vallée du Lez, au travers des réalisations des quartiers d'Antigone, de Port-Marianne, vers l'ancien stade Richter ;
- « L'affinage urbain » : chaque quartier de la ville de Montpellier doit pouvoir disposer d'équipements sociaux de base: garderies, maisons pour tous, squares, jardins, aires de jeux pour enfants, bibliothèques, places… Le but étant de créer une cohésion sociale dans chaque quartier.

Raymond Dugrand entreprend la construction du quartier Antigone à Montpellier. Sémantiquement, Antigone est l'anti-Polygone, quartier conçu par la municipalité antérieure présidée par François Delmas jusqu'en 1977. Si Polygone est un quartier commercial et de bureaux, mal relié à la ville, Antigone est réalisé comme un quartier accessible aux plus modestes, avec des habitations aux loyers modérés, dont le mérite de Raymond Dugrand est de relier ce quartier au reste de la ville par un nouvel immeuble, les Échelles de la ville. La réflexion architecturale de l'ensemble du quartier d'Antigone est dirigée par l'architecte catalan Ricardo Bofill.

## Hommage

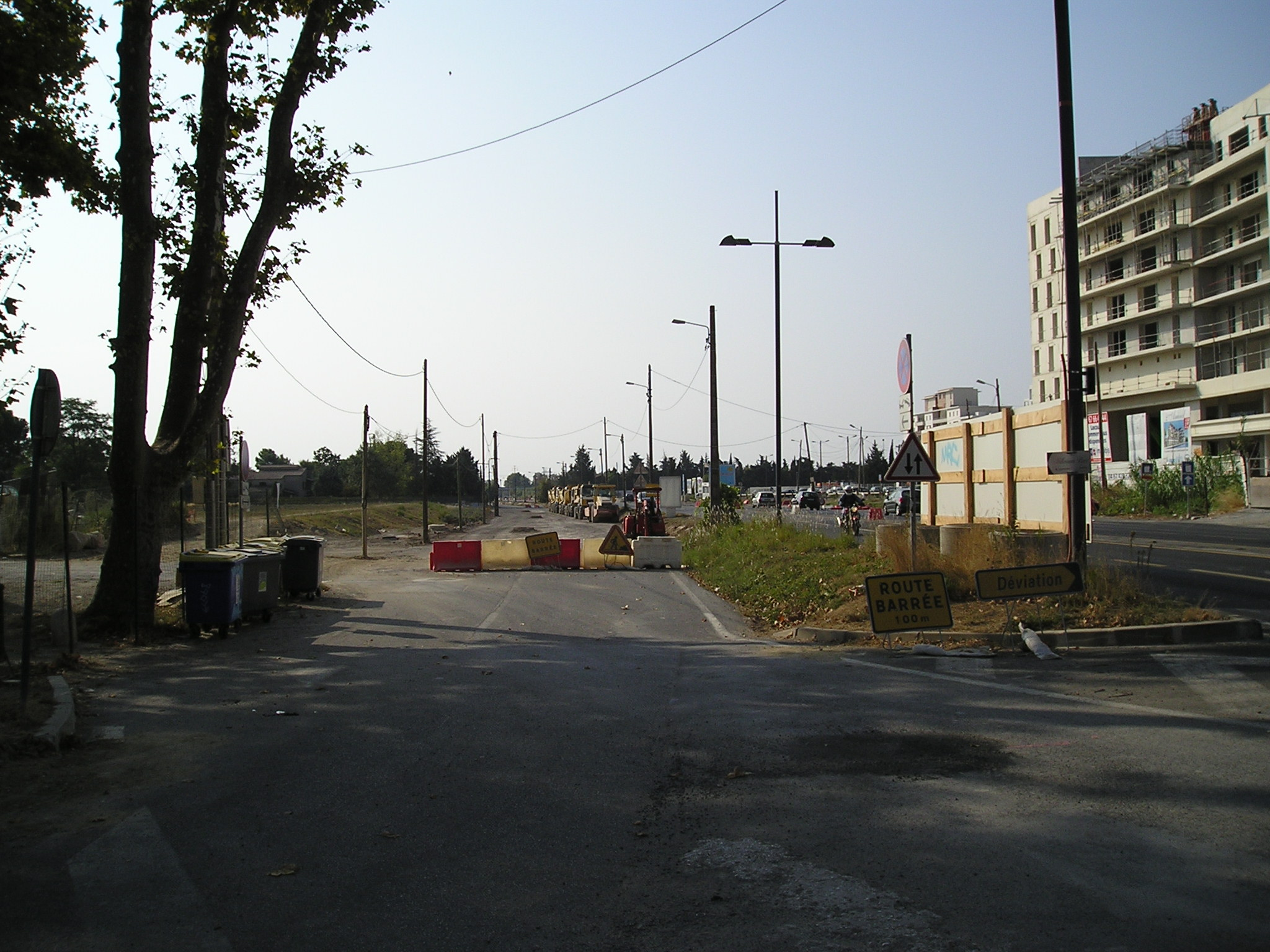
Avenue Raymond Dugrand.

Le 12 juin 2009, la municipalité de Montpellier, en présence d'Hélène Mandroux, maire, et de Georges Frêche, président de la région Languedoc-Roussillon, organise une « Journée Raymond Dugrand ». Le géographe a été honoré de son vivant par la ville de Montpellier qui donne son nom à l'avenue de la Mer, la route partant de Port Marianne pour se diriger vers la mer à Carnon. L'artère mesure 1,5 kilomètre de long et 60 mètres de large.

## Publications
- « La propriété foncière des citadins en Bas-Languedoc[4] », in Bulletin de l'Association des géographes français, 1956
- Villes et campagnes en Bas-Languedoc, Paris, Presses universitaires de France, 1963
- La garrigue montpelliéraine : essai d'explication d'un paysage, Paris, Presses universitaires de France, 1964
- La région méditerranéenne (avec Paul Carrère), Paris, Presses universitaires de France, 1964
- Atlas régional. Atlas régional du Languedoc-Roussillon, Paris, Berger-Levrault, 1969
- Bas-Languedoc, Causses, Cévennes (avec Robert Ferras et Philippe Joutard), Paris, Larousse, 1974